# Dicranodontium sordidum
Dicranodontium sordidum är en bladmossart som beskrevs av C. Müller 1900. Dicranodontium sordidum ingår i släktet Dicranodontium och familjen Dicranaceae. Inga underarter finns listade i Catalogue of Life.